# Євробаскет (U-20)
Молодіжний чоловічий Євробаскет (англ. FIBA Europe Under-20 Championship) — міжнародний турнір серед європейських молодіжних збірних з баскетболу, проводиться під егідою ФІБА. Перший турнір проведений в 1992 році в Греції. Найбільше по 3 рази, чемпіонами Європи ставали збірні Греції, Іспанії та Сербії. Чинний володар титулу — збірна Іспанії.

## Дивізіон А
Список збірних, що не покидали вищий дивізіон чемпіонату Європи.
- Франція
- Італія
- Литва
- Іспанія
- Туреччина

### Результати
| Рік  | Господар                                     | Гра за «золото»                                                                     | Гра за «золото»                                                                     | Гра за «золото»                                                                     | Гра за «бронзу»                                                                     | Гра за «бронзу»                                                                     | Гра за «бронзу»                                                                     |
| Рік  | Господар                                     | Золото                                                                              | Рахунок                                                                             | Срібло                                                                              | Бронза                                                                              | Рахунок                                                                             | Четверте місце                                                                      |
| ---- | -------------------------------------------- | ----------------------------------------------------------------------------------- | ----------------------------------------------------------------------------------- | ----------------------------------------------------------------------------------- | ----------------------------------------------------------------------------------- | ----------------------------------------------------------------------------------- | ----------------------------------------------------------------------------------- |
| 1992 | Греція (Афіни)                               | Італія                                                                              | 65–63                                                                               | Греція                                                                              | Франція                                                                             | 63–60                                                                               | Ізраїль                                                                             |
| 1994 | Словенія (Марибор, Постойна та Любляна)      | Білорусь                                                                            | 96–91                                                                               | Італія                                                                              | Іспанія                                                                             | 83–69                                                                               | Греція                                                                              |
| 1996 | Туреччина (Бурса та Стамбул)                 | Литва                                                                               | 85–81                                                                               | Іспанія                                                                             | Югославія                                                                           | 67–62                                                                               | Туреччина                                                                           |
| 1998 | Італія (Трапані)                             | Югославія                                                                           | 92–73                                                                               | Словенія                                                                            | Туреччина                                                                           | 64–57                                                                               | Іспанія                                                                             |
| 2000 | Північна Македонія (Охрид)                   | Словенія                                                                            | 66–65                                                                               | Ізраїль                                                                             | Іспанія                                                                             | 82–77                                                                               | Хорватія                                                                            |
| 2002 | Литва (Каунас, Алітус та Вільнюс)            | Греція                                                                              | 77–73                                                                               | Іспанія                                                                             | Франція                                                                             | 95–78                                                                               | Росія                                                                               |
| 2004 | Чехія (Брно)                                 | Словенія                                                                            | 66–61                                                                               | Ізраїль                                                                             | Литва                                                                               | 92–63                                                                               | Греція                                                                              |
| 2005 | Росія (Чехов)                                | Росія                                                                               | 61–53                                                                               | Литва                                                                               | Сербія та Чорногорія                                                                | 63–45                                                                               | Ізраїль                                                                             |
| 2006 | Туреччина (Ізмір)                            | Сербія та Чорногорія                                                                | 64–58                                                                               | Туреччина                                                                           | Словенія                                                                            | 83–75                                                                               | Італія                                                                              |
| 2007 | Словенія (Нова Гориця) (Горіція)             | Сербія                                                                              | 87–78                                                                               | Іспанія                                                                             | Італія                                                                              | 74–63                                                                               | Росія                                                                               |
| 2008 | Латвія (Рига)                                | Сербія                                                                              | 96–89                                                                               | Литва                                                                               | Іспанія                                                                             | 91–72                                                                               | Туреччина                                                                           |
| 2009 | Греція (Родос та Яліссос)                    | Греція                                                                              | 90–85                                                                               | Франція                                                                             | Іспанія                                                                             | 75–72                                                                               | Італія                                                                              |
| 2010 | Хорватія (Задар, Цриквениця та Макарська)    | Франція                                                                             | 73–62                                                                               | Греція                                                                              | Іспанія                                                                             | 86–79                                                                               | Хорватія                                                                            |
| 2011 | Іспанія (Більбао)                            | Іспанія                                                                             | 82–70                                                                               | Італія                                                                              | Франція                                                                             | 66–50                                                                               | Росія                                                                               |
| 2012 | Словенія (Любляна, Домжале та Кранська Гора) | Литва                                                                               | 50–49                                                                               | Франція                                                                             | Іспанія                                                                             | 67–66                                                                               | Сербія                                                                              |
| 2013 | Естонія (Таллінн)                            | Італія                                                                              | 67–60                                                                               | Латвія                                                                              | Іспанія                                                                             | 70–63                                                                               | Росія                                                                               |
| 2014 | Греція (Іракліон та Ретимно)                 | Туреччина                                                                           | 65–57                                                                               | Іспанія                                                                             | Сербія                                                                              | 79–66                                                                               | Хорватія                                                                            |
| 2015 | Італія (Ліньяно-Сабб'ядоро та Латізана)      | Сербія                                                                              | 70–64                                                                               | Іспанія                                                                             | Туреччина                                                                           | 84–74                                                                               | Франція                                                                             |
| 2016 | Фінляндія (Гельсінкі)                        | Іспанія                                                                             | 68–55                                                                               | Литва                                                                               | Туреччина                                                                           | 76–61                                                                               | Німеччина                                                                           |
| 2017 | Греція (Іракліон, Ретимно та Ханья)          | Греція                                                                              | 65–56                                                                               | Ізраїль                                                                             | Франція                                                                             | 72–58                                                                               | Іспанія                                                                             |
| 2018 | Німеччина (Хемніц)                           | Ізраїль                                                                             | 80–66                                                                               | Хорватія                                                                            | Німеччина                                                                           | 81–70                                                                               | Франція                                                                             |
| 2019 | Ізраїль (Тель-Авів)                          | Ізраїль                                                                             | 92–84                                                                               | Іспанія                                                                             | Німеччина                                                                           | 73–65                                                                               | Франція                                                                             |
| 2020 | Литва (Клайпеда)                             | Скасовано через пандемію COVID-19 у Литві                                           | Скасовано через пандемію COVID-19 у Литві                                           | Скасовано через пандемію COVID-19 у Литві                                           | Скасовано через пандемію COVID-19 у Литві                                           | Скасовано через пандемію COVID-19 у Литві                                           | Скасовано через пандемію COVID-19 у Литві                                           |
| 2021 | Чорногорія (Подгориця)                       | Скасовано через пандемію COVID-19 в Європі Натомість відбувся European Challengers. | Скасовано через пандемію COVID-19 в Європі Натомість відбувся European Challengers. | Скасовано через пандемію COVID-19 в Європі Натомість відбувся European Challengers. | Скасовано через пандемію COVID-19 в Європі Натомість відбувся European Challengers. | Скасовано через пандемію COVID-19 в Європі Натомість відбувся European Challengers. | Скасовано через пандемію COVID-19 в Європі Натомість відбувся European Challengers. |
| 2022 | Чорногорія (Подгориця)                       | Іспанія                                                                             | 69–61                                                                               | Литва                                                                               | Чорногорія                                                                          | 86–77                                                                               | Ізраїль                                                                             |

### Загальна кількість медалей
| Місце | Країна               | Золото | Срібло | Бронза | Загалом |
| ----- | -------------------- | ------ | ------ | ------ | ------- |
| 1     | Іспанія              | 3      | 6      | 7      | 16      |
| 2     | Греція               | 3      | 2      | 0      | 5       |
| 3     | Сербія               | 3      | 0      | 1      | 4       |
| 4     | Литва                | 2      | 4      | 1      | 7       |
| 5     | Ізраїль              | 2      | 3      | 0      | 5       |
| 6     | Італія               | 2      | 2      | 1      | 5       |
| 7     | Словенія             | 2      | 1      | 1      | 4       |
| 8     | Сербія та Чорногорія | 2      | 0      | 2      | 4       |
| 9     | Франція              | 1      | 2      | 4      | 7       |
| 10    | Туреччина            | 1      | 1      | 3      | 5       |
| 11    | Білорусь             | 1      | 0      | 0      | 1       |
| 11    | Росія                | 1      | 0      | 0      | 1       |
| 13    | Латвія               | 0      | 1      | 0      | 1       |
| 13    | Хорватія             | 0      | 1      | 0      | 1       |
| 15    | Німеччина            | 0      | 0      | 2      | 2       |
| 16    | Чорногорія           | 0      | 0      | 1      | 1       |

### Найкращі гравці чемпіонату
| Рік  | Найцінніший гравець     |
| ---- | ----------------------- |
| 1996 | Радослав Нестерович     |
| 1998 | Ігор Ракочевич          |
| 2000 | Сані Бечирович          |
| 2002 | Нікос Зісіс             |
| 2004 | Еразем Лорбек           |
| 2005 | Микита Курбанов         |
| 2006 | Ерсан Ільясова          |
| 2007 | Мілош Теодосич          |
| 2008 | Мирослав Радуліця       |
| 2009 | Костас Папаніколау      |
| 2010 | Ендрю Альбісі           |
| 2011 | Нікола Міротич          |
| 2012 | Лео Вестерманн          |
| 2013 | Амедео Делла Валле      |
| 2014 | Седі Осман              |
| 2015 | Марко Гудурич           |
| 2016 | Марк Гарсія             |
| 2017 | Вассіліс Харалампопулос |
| 2018 | Йовель Зоосман          |
| 2019 | Дені Авдія              |
| 2022 | Хуан Нуньєс             |

## Дивізіон В

### Результати
| Рік  | Господар                       | Підвищення до Дивізіону А                                                            | Підвищення до Дивізіону А                                                            | Підвищення до Дивізіону А                                                            | Гра за «бронзу»                                                                      | Гра за «бронзу»                                                                      | Гра за «бронзу»                                                                      |
| Рік  | Господар                       | Золото                                                                               | Рахунок                                                                              | Срібло                                                                               | Бронза                                                                               | Рахунок                                                                              | Четверте місце                                                                       |
| ---- | ------------------------------ | ------------------------------------------------------------------------------------ | ------------------------------------------------------------------------------------ | ------------------------------------------------------------------------------------ | ------------------------------------------------------------------------------------ | ------------------------------------------------------------------------------------ | ------------------------------------------------------------------------------------ |
| 2005 | Болгарія (Варна)               | Болгарія                                                                             | 86–80                                                                                | Угорщина                                                                             | Польща                                                                               | 96–76                                                                                | Грузія                                                                               |
| 2006 | Португалія (Лісабон)           | Грузія                                                                               | 96–88                                                                                | Північна Македонія                                                                   | Фінляндія                                                                            | 91–75                                                                                | Польща                                                                               |
| 2007 | Польща (Варшава)               | Чорногорія                                                                           | 89–68                                                                                | Україна                                                                              | Фінляндія                                                                            | 76–73                                                                                | Німеччина                                                                            |
| 2008 | Румунія (Тиргу-Муреш)          | Німеччина                                                                            | 110–102                                                                              | Бельгія                                                                              | Швеція                                                                               | 80–71                                                                                | Естонія                                                                              |
| 2009 | Північна Македонія (Скоп'є)    | Нідерланди                                                                           | 88–77                                                                                | Чехія                                                                                | Польща                                                                               | 96–66                                                                                | Швеція                                                                               |
| 2010 | Австрія (Оберварт та Гюссінг)  | Австрія                                                                              | 71–66                                                                                | Швеція                                                                               | Польща                                                                               | 86–76                                                                                | Болгарія                                                                             |
| 2011 | Боснія і Герцеговина (Сараєво) | Грузія                                                                               | 79–70                                                                                | Естонія                                                                              | Чехія                                                                                | 86–85                                                                                | Бельгія                                                                              |
| 2012 | Болгарія (Софія)               | Хорватія                                                                             | 88–80                                                                                | Чехія                                                                                | Ізраїль                                                                              | 101–67                                                                               | Болгарія                                                                             |
| 2013 | Румунія (Пітешть)              | Польща                                                                               | 83–71                                                                                | Велика Британія                                                                      | Угорщина                                                                             | 70–69                                                                                | Бельгія                                                                              |
| 2014 | Боснія і Герцеговина (Сараєво) | Боснія і Герцеговина                                                                 | 76–70                                                                                | Бельгія                                                                              | Україна                                                                              | 77–62                                                                                | Білорусь                                                                             |
| 2015 | Угорщина (Секешфегервар)       | Фінляндія                                                                            | 80–76                                                                                | Швеція                                                                               | Угорщина                                                                             | 68–66                                                                                | Чорногорія                                                                           |
| 2016 | Греція (Халкіда)               | Чорногорія                                                                           | 78–76                                                                                | Ісландія                                                                             | Греція                                                                               | 73–67                                                                                | Хорватія                                                                             |
| 2017 | Румунія (Орадя)                | Румунія                                                                              | 80–67                                                                                | Хорватія                                                                             | Велика Британія                                                                      | 81–65                                                                                | Росія                                                                                |
| 2018 | Болгарія (Софія)               | Польща                                                                               | 71–60                                                                                | Словенія                                                                             | Латвія                                                                               | 76–62                                                                                | Росія                                                                                |
| 2019 | Португалія (Матозінюш)         | Португалія                                                                           | 73–57                                                                                | Чехія                                                                                | Бельгія                                                                              | 88–80                                                                                | Росія                                                                                |
| 2020 | Грузія (Тбілісі)               | Скасовано через пандемію COVID-19 у Грузії                                           | Скасовано через пандемію COVID-19 у Грузії                                           | Скасовано через пандемію COVID-19 у Грузії                                           | Скасовано через пандемію COVID-19 у Грузії                                           | Скасовано через пандемію COVID-19 у Грузії                                           | Скасовано через пандемію COVID-19 у Грузії                                           |
| 2021 | Грузія (Тбілісі)               | Скасовано через пандемію COVID-19 в Європі. Натомість відбувся European Challengers. | Скасовано через пандемію COVID-19 в Європі. Натомість відбувся European Challengers. | Скасовано через пандемію COVID-19 в Європі. Натомість відбувся European Challengers. | Скасовано через пандемію COVID-19 в Європі. Натомість відбувся European Challengers. | Скасовано через пандемію COVID-19 в Європі. Натомість відбувся European Challengers. | Скасовано через пандемію COVID-19 в Європі. Натомість відбувся European Challengers. |
| 2022 | Грузія (Тбілісі)               | Сербія                                                                               | 81–67                                                                                | Ісландія                                                                             | Естонія                                                                              | 63–53                                                                                | Фінляндія                                                                            |

### Загальна кількість медалей
| Місце | Країна               | Золото | Срібло | Бронза | Загалом |
| ----- | -------------------- | ------ | ------ | ------ | ------- |
| 1     | Польща               | 2      | 0      | 3      | 5       |
| 2     | Грузія               | 2      | 0      | 0      | 2       |
| 2     | Чорногорія           | 2      | 0      | 0      | 2       |
| 4     | Хорватія             | 1      | 1      | 0      | 2       |
| 5     | Фінляндія            | 1      | 0      | 2      | 3       |
| 6     | Австрія              | 1      | 0      | 0      | 1       |
| 6     | Боснія і Герцеговина | 1      | 0      | 0      | 1       |
| 6     | Болгарія             | 1      | 0      | 0      | 1       |
| 6     | Німеччина            | 1      | 0      | 0      | 1       |
| 6     | Нідерланди           | 1      | 0      | 0      | 1       |
| 6     | Португалія           | 1      | 0      | 0      | 1       |
| 6     | Румунія              | 1      | 0      | 0      | 1       |
| 6     | Сербія               | 1      | 0      | 0      | 1       |
| 14    | Чехія                | 0      | 3      | 1      | 4       |
| 15    | Бельгія              | 0      | 2      | 1      | 3       |
| 15    | Швеція               | 0      | 2      | 1      | 3       |
| 17    | Ісландія             | 0      | 2      | 0      | 2       |
| 18    | Угорщина             | 0      | 1      | 2      | 3       |
| 19    | Велика Британія      | 0      | 1      | 1      | 2       |
| 19    | Естонія              | 0      | 1      | 1      | 2       |
| 19    | Україна              | 0      | 1      | 1      | 2       |
| 22    | Північна Македонія   | 0      | 1      | 0      | 1       |
| 22    | Словенія             | 0      | 1      | 0      | 1       |
| 24    | Греція               | 0      | 0      | 1      | 1       |
| 24    | Ізраїль              | 0      | 0      | 1      | 1       |
| 24    | Латвія               | 0      | 0      | 1      | 1       |